# Sūta
Con il termine maschile sanscrito sūta (devanāgarī: सूत) si indica in quella lingua l'auriga, ovvero lo scudiero di un guerriero (kṣatriya). Se inteso come attendete del re (rājan) viene spesso citato unitamente al grāmaṇī, qui inteso come capo di un villaggio, comandante di un reparto militare, palafreniere del re.
Gli sūta sono i figli di padre kṣatriya e di madre di famiglia brāhmaṇa (anche l'inverso), uno dei più noti, citati nella letteratura epica e purāṇica è  Sauti Ugraśravas, figlio di Lomaharṣaṇa.